# Макија ла Черва (Изернија)
Макија ла Черва је насеље у Италији у округу Изернија, региону Молизе.
Према процени из 2011. у насељу је живело 19 становника. Насеље се налази на надморској висини од 652 м.